# José María Lassalle Ruiz
José María Lassalle (Santander, 23 d'octubre de 1966) és un polític i escriptor espanyol. Entre 2016 i juny de 2018 va assumir la secretaria d'Estat de la Societat de la Informació i Agenda Digital d'Espanya del Ministeri d'Energia, Turisme i Agenda Digital. Entre 2011 i 2016 fou secretari d'Estat de Cultura d'Espanya en el Ministeri d'Educació, Cultura i Esport.

## Publicacions
Llibres
- Civilización artificial. Sabiduría o sustitución: el dilema humano ante la inteligencia artificial. Arpa, Barcelona, 2024

- El liberalismo herido. Reivindicación de la libertad frente a la nostalgia del autoritarismo. Arpa, Barcelona, 2021.
- Ciberleviatán. El colapso de la democracia liberal frente a la revolución digital.¹²3 Arpa, Barcelona, 2019.
- Contra el populismo, Cartografía de un totalitarismo postmoderno. 4⁵Debate, Barcelona, 2017.⁶
- Liberales. Compromiso cívico con la virtud, Debate, Barcelona, 2010.
- Locke, liberalismo y propiedad, Sevicio de Estudios del Colegio de Registradores de la Propiedad de España, Madrid, 2003.
- John Locke y los fundamentos modernos de la propiedad, Universidad Carlos III-Dykinson, Madrid, 2001.